# سينما الصم

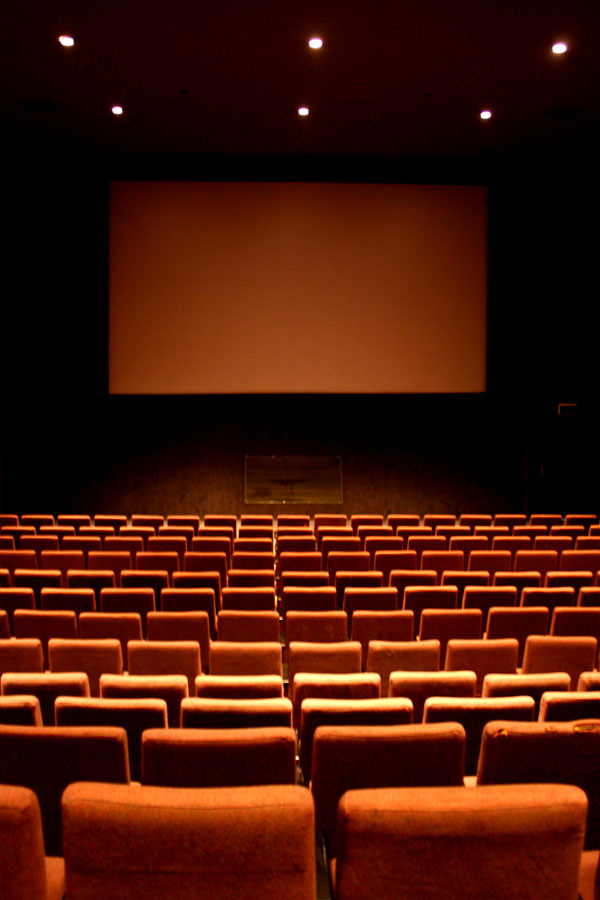

سينما الصم Deaf cinema- هي عبارة عن حركة تشمل كل الأعمال التي قام بإنتاجها وأخراجها أشخاص يعانون الصم، أو أعضاء من مجتمع الصم ويقودها ممثلون صم. تميل كل هذه الأعمال إلى رعاية وتطوير صورة الثقافة الذاتية وعكس جوهر ثقافة ولغة الصم بشكل صحيح. 

## سينما الصم مقابل سينما الصم
"سينما الصم Deaf cinema" هي عبارة عن حركة منفصلة عن "سينما الصم Cinema of the deaf". "فهما عالمان منفصلان" في على حين أن سينما الصم هي "سينما سائدة تحتاج إلى أنماط شخصية لتكون بمثابة المادة الخام لأغراضها التجارية"، فإن سينما الصم هي "سينما خارجية تعمل على رعاية وتطوير صورة الثقافة الذاتية". 

### سينما الصم
تشمل "سينما الصم" أي فيلم يكون فيه الصم هو الموضوع الرئيس، ولكن تم كتابته أو إخراجه من قبل أي شخص آخر، دون التشكيك في مدى علاقته أو معرفته بثقافة أو لغة الصم. ويشمل هذا أيضًا أي فيلم يلعبه ممثلون من ذوي السمع في أدوار الصم، ويتظاهرون بمعرفة لغة الإشارة. أو من خلال الأشخاص الذين يعانون الصم، والذين لا يعرفون لغة الإشارة ويتعلمونها بسرعة من أجل الدور الذي يقومون بتمثيله ، مما يجعلها تبدو سخيفة. وغالبًا ما تحتوي هذه الأفلام على رسائل خاطئة مثل الصور النمطية السلبية، أو التمثيلات الخاطئة المستمرة أو الاستخدام غير الصحيح للغة الإشارة و"تخيب آمال الصم"   
وفيما يتعلق بفناني الأداء المتعلق بالصم، انتشرت حركة #DeafTalent كالنار في الهشيم، وذلك عبر وسائل التواصل الاجتماعي في عام 2015م. "ومن خلال هذا الهاشتاج، تحدث أعضاء مجتمع الصم بشكل علني ضد الاستيلاء الثقافي على الصم في الأفلام والأعمال التلفزيونية"  الأشخاص الذين يفهمون تجربة فقدان السمع ويمكنهم تصوير الشخصيات الصماء بدقة. و كما أن الوجه الأسود ليس بالطريقة لامقبولة لتصوير شخصية سوداء، فكذلك جعل ممثل غير أصم يتظاهر بأنه أصم هو أمر غير مسؤول، وأيضًا فعل غير أخلاقي ومسيء".   ومع ذلك، يظل التحدي قائمًا لأن النصوص كتبها أولئك الذين ليسوا على دراية حقيقية بثقافة ولغة الصم، ومن ثم تكون في أيدي المخرجين الذين يتمتعون بالسمع، والذين تلقوا الميزانية المناسبة للإنتاج من شركات الإنتاج الكبيرة، وبالتالي غالبًا ما يجد الممثلون الصم أنفسهم في مأزق عندما يجدون أن النص لا يتماشى مع أصحاب الصم.
"لقد تم تخصيص ثقافة وخبرات الأشخاص الذين يعانون الصم منذ فترة طويلة من أجل إثارة وترفيه الآخرين، وفي هذه العملية تم هناك خلط وتحريف ، والذي بطبيعة الحال لا يشبه تجارب الحياة الواقعية، حيث انه من النادر أن يشارك الأشخاص الصم فعليًا في عملية الإنتاج". وتشير "ريبيكا أتكينسونRebecca Atkinson" في صحيفة الغارديان إلى أن الأفلام والبرامج التلفزيونية حول الشخصيات الصماء، والتي تُروى من خلال عدسة من يسمعون مهينة وتثير الأكتئاب وتسبب ضررًا أكثر من النفع". في عام 2013م، تسببت قصة الصم على قناة BBC1 "في غضب بين المشاهدين الصم، مع تصوير ابنة رجل أصم تبلغ من العمر تسع سنوات (تلعب دورها هذه المرة ممثلة صماء) تفسر معلومات طبية معقدة حول جراحة القلب القادمة له". وكما قال أحد المدونين الصم: "5.3 مليون مشاهد سوف يعتقدون الآن أن الصم يجب أن ينالوا رعاية أطفالنا". 
"سينما الصم" تأتي كرد فعل على التمثيلات المغلوطة المستمرة للصم في وسائل الإعلام. وهي تتضمن الأفلام التي قام بكتابتها أو إخراجها أو إنتاجها أشخاص صم، و ممثليها الرئيسيين هم من الصم. ويمكن القول انه بفضل ظهور التكنولوجيا الرقمية في العقد الأول من القرن الحادي والعشرين، كان هناك ارتفاع في عملية إنتاج الأفلام القصيرة المختلفة من قبل الأشخاص الصم أو بالتعاون معهم، وتشكيل شركات إنتاج أفلام للصم ومهرجانات أفلام للصم. وبرامج الكمبيوتر جعلت صناعة الأفلام أكثر تكلفة، كما ساهم انتشار الإنترنت والقدرة على البث بلغة الإشارة بكل حرية وعلى المستوى الدولي في زيادة سينما الصم.  وفي الآونة الأخيرة، كانت هناك زيادة في عدد الأفلام الروائية الطويلة أيضًا والتي تتعلق بالصم.
تم إخراج الأفلام التالية من قبل مخرجين يعانون من الصم: Deafula (1975)، Think Me Nothing (1975)، See What I'm Saying: The Deaf Entertainers Documentary (2009)، Lake Windfall (2013)، No Ordinary Hero: The SuperDeafy Movie (2013) و Sign Gene (2017).
| فيلم                                                 | سنة  | وصف |
| ---------------------------------------------------- | ---- | --- |
| بحيرة ويندفول                                        | 2013 | الفيلم هو صورة للتفاعلات بين الصم وضعاف السمع والأشخاص العاديين. تدور أحداث القصة حول خمس شخصيات في بيئة ما بعد نهاية العالم. إخراج روجر فاس جونيور |
| اتفاق صامت                                           | 2017 | دراما رومانسية/مثلية الجنس ومزدوجة التوجه الجنسي أسترالي من إخراج دافو هاردي ، الذي يلعب أيضًا دور كاتب يعاني من إعاقة في النطق ، ويقع في حب ناشطة حقوق إنسان تعاني من الصمم الشديد (يلعب دورها الممثل الذي يعاني من الصمم الشديد جوشوا سيلي )، والتي تعلمه كيفية الإشارة. يعالج هذا الفيلم إعاقته الكلامية، ويقومان معًا بتحويل قصتهما إلى سيناريو. ومع ذلك، فإن مرشدهم في صناعة الأفلام (الذي يلعبه الممثل الأسترالي المخضرم بول ميركوريو ) يسرق فكرتهم لتحقيق مكاسب أنانية. كان هذا أول فيلم يستخدم لغة الإشارة الأسترالية كلغة رئيسية للحوار في الفيلم. |
| جين التوقيع                                          | 2017 | فيلم الأبطال الخارقين الإيطالي والأمريكي يتميز بأبطال خارقين صم يمكنهم خلق قوى خارقة من خلال استخدام لغة الإشارة. تدور القصة حول عميل أصم من مدينة نيويورك (يلعب دوره الممثل الأصم إيميليو إنسوليرا ) يحمل طفرة جينية قوية يتم إرساله إلى اليابان مع زميله للتحقيق في الجرائم المختلفة المثيرة للاهتمام التي ارتكبها المتحولون الصم اليابانيون. |
| بطل غير عادي: فيلم SuperDeafy                        | 2013 | فيلم كوميدي درامي أمريكي مستقل يضم ممثلًا أصم يلعب دور بطل خارق في برنامج تلفزيوني. يلتقي بصبي أصم ويعمل على إلهامه. |
| شاهد ما أقوله: الفيلم الوثائقي The Deaf Entertainers | 2009 | يستكشف الفيلم الوثائقي الأمريكي مسيرة أربعة فنانين صم: الممثل الكوميدي سي جيه جونز ، والممثل روبرت ديمايو الذي تأثر بإصابته بفيروس نقص المناعة البشرية، وعازف الطبول بوب هيلترمان من فرقة بيتهوفن كابوس الصم، والمغنية والممثلة تي إل فورسبيرج . |
| ديفولا                                               | 1975 | فيلم الرعب الذي يدور حول مصاص دماء أصم هو أول فيلم روائي طويل تم إنتاجه بلغة الإشارة الأمريكية . |
| لا تفكر بي شيئا                                      | 1975 | يستكشف مغامرات شاب أصم وأصدقائه في جنوب كاليفورنيا. |